# Piero Rossi
Piero Rossi (fl. XX secolo) è stato un calciatore italiano, di ruolo attaccante.

## Carriera
Nella stagione 1930-1931 gioca nel campionato di Prima Divisione (la terza serie dell'epoca) con l'Abbiategrasso.
Gioca poi per due anni con la Serenissima nel campionato di Serie B, totalizzando complessivamente tra i cadetti 53 presenze con 12 reti.